# Un de la légion
Un de la légion is een Franse film van Christian-Jaque die werd uitgebracht in 1936.
De film is gebaseerd op het kortverhaal Comment Forbes Smith partit pour la légion van J. D. Newson. 

## Samenvatting
Fernand Espitalion is een goedmoedig man die helemaal onder de plak van zijn dominante vrouw Toutoune zit. Wanneer Toutoune een notaris opzoekt in verband met een erfenis, laat ze haar man, zoals gewoonlijk in dergelijke situaties, braaf buiten wachten, net zoals een hond die wacht op zijn baasje. Fernand wordt echter een bar ingelokt door een ongure kerel. Die voert Fernand dronken en slaat hem daarna bewusteloos. Hij neemt de kleren en de identiteitspapieren van Fernand en laat Fernand achter met zijn kleren en papieren. 
Fernand wordt wakker op een boot die vrijwilligers voor het Vreemdelingenlegioen naar Algerije overbrengt. Men heeft immers een contract voor het Vreemdelingenlegioen in zijn zak gevonden. Protesteren helpt niet. Maar geleidelijk vindt Fernand smaak in het militair leven dat hij minder lastig vindt dan zijn huwelijksleven. Hij gedraagt zich zo heldhaftig dat hij wordt onderscheiden met het Légion d'Honneur.

## Rolverdeling
| Acteur           | Personage                            |
| ---------------- | ------------------------------------ |
| Fernandel        | Fernand, Esculape, Siméon Espitalion |
| Suzy Prim        | Maryse                               |
| Thérèse Dorny    | Antoinette Espitalion, 'Toutoune'    |
| Paul Azaïs       | Turlot                               |
| Robert Le Vigan  | sergeant Leduc                       |
| Daniel Mendaille | Charlin                              |
| Arthur Devère    | Joseph Vandercleef                   |
| Jacques Varennes | Pierrot Durand                       |
| Rolla Norman     | kapitein Carron                      |
| Paul Amiot       | de kolonel                           |